# Santo Estêvão das Galés
Santo Estêvão das Galés ist eine ehemalige Gemeinde in Portugal.

## Verwaltung
Santo Estêvão das Galés war eine Gemeinde (Freguesia) im portugiesischen Kreis Mafra, im Distrikt Lissabon. In der ehemaligen Gemeinde leben 1718 Einwohner (Stand 30. Juni 2011).
Im Zuge der administrativen Neuordnung in Portugal wurde Santo Estêvão das Galés am 29. September 2013 mit der Gemeinde Venda do Pinheiro zur neuen Gemeinde União das Freguesias de Venda do Pinheiro e Santo Estêvão das Galés zusammengeschlossen. Sitz wurde der neuen Gemeinde Venda do Pinheiro.
Folgende Ortschaften liegen in der ehemaligen Gemeinde:
- Santo Estêvão
- Alto da Urzeira
- Avessada
- Bocal
- Carcavelos
- Casal Cuco
- Casal Sequeiro
- Choutaria
- Galés
- Godinheira
- Monfirre
- Montemuro
- Portela
- Quintas
- Rogel
- Santa Eulália
- Vale de Uge
- Vale do Inferno